# Zandvoort (Baarn)
Zandvoort is een woonwijk in Baarn met 2205 inwoners (2010) en een oppervlakte van 36 ha.
De wijk heeft een café/restaurant en een klein winkelcentrum aan de Krabbelaan. Bijzonder is het rijksmonument Het Rode Dorp: 137 woningen rondom het Mesdagplein en aan de Marisstraat. De woningen zijn gebouwd in de Amsterdamse Schoolstijl, met steile daken. Aan het zeszijdige Mesdagplein bevinden zich drie gebogen woningblokken met zes verschillende woningtypen. Aan de Marisstraat staan twee hoefijzervormige woningblokken. Ook ligt er een tuindorp. De bebouwing van de haaks op de Berkenweg staande Eikenweg en Beukenlaan werden pas na de Tweede Wereldoorlog bebouwd.
In de jaren zeventig is een deel van de wijk Zandvoort, ten westen van de Essenlaan, gesloopt en vervangen door rijen eengezinswoningen. Tot eind 2007 stond aan de d’Aulnis de Bourouilllaan een fabriek van De Ruijter. In 2012 werd het terrein van voormalige kwekerij Kuijer volgebouwd met woningbouw.

## Historie
De wijk is genoemd naar het vroegere gehucht Santvoorde met een eigen schuilkerkje aan de Zandvoortweg ter hoogte van de Prof. Krabbelaan. Het gehucht lag in de nabijheid van de Noordereng. De Kerkhoflaan is in 1920 omgedoopt in Acacialaan. Het wegenpatroon wordt vooral bepaald door twee oude landwegen vanuit de Brink: de Eemnesserweg en de Zandvoortweg. De Zandvoortweg liep langs de akkers aan de noordkant van Baarn.
In 1759 werd in de buurtschap de Santvoortsche Molen gebouwd. Deze werd in 1873 afgebroken en in Blaricum weer opgebouwd als 'De molen van Puijck'. In de loop van de tijd is hier, veelal op individuele basis, bebouwing ontstaan. In de wijk staan voornamelijk arbeiders- en middenstandswoningen.

## Foto's

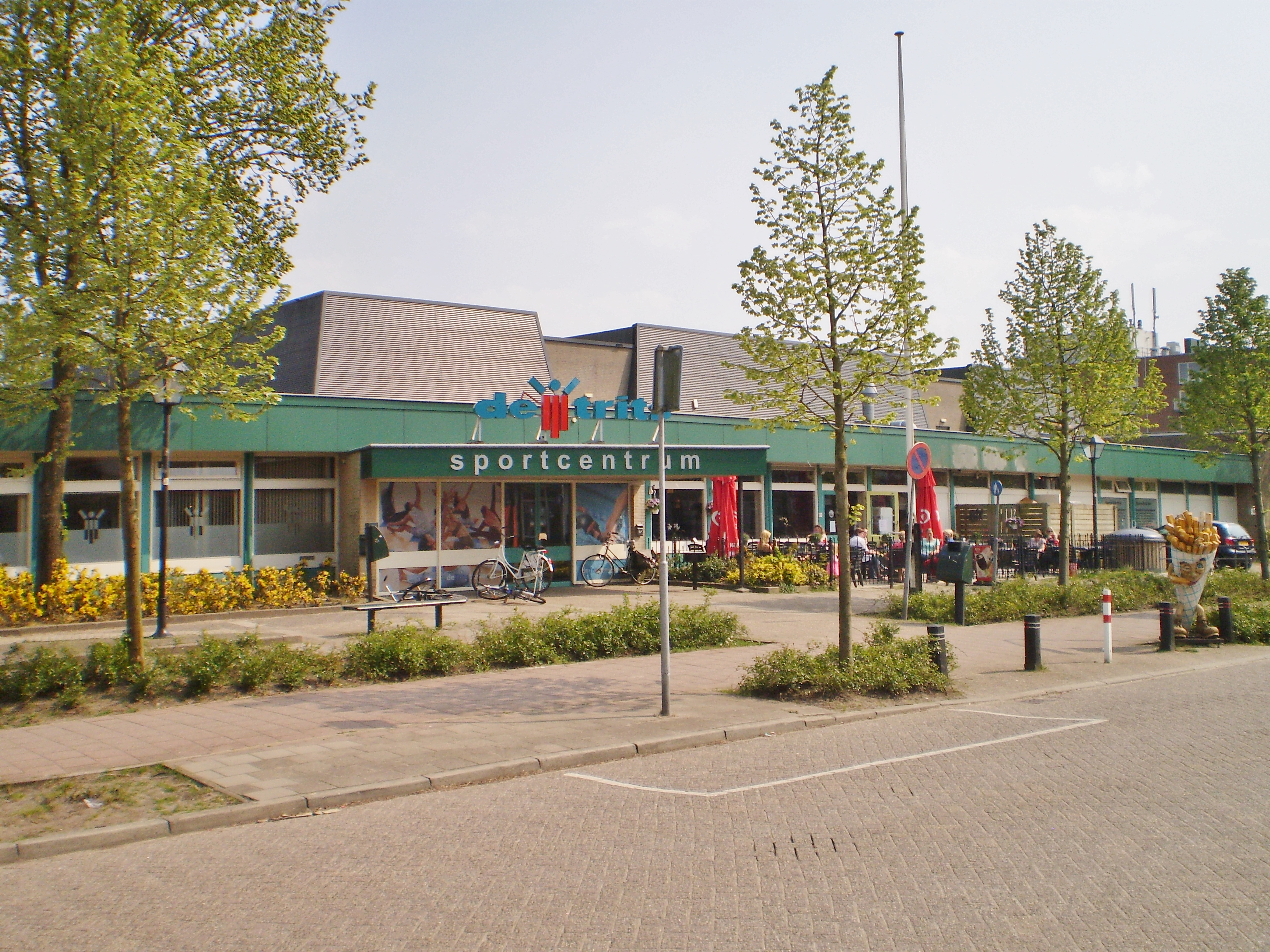
Sporthal De Trits
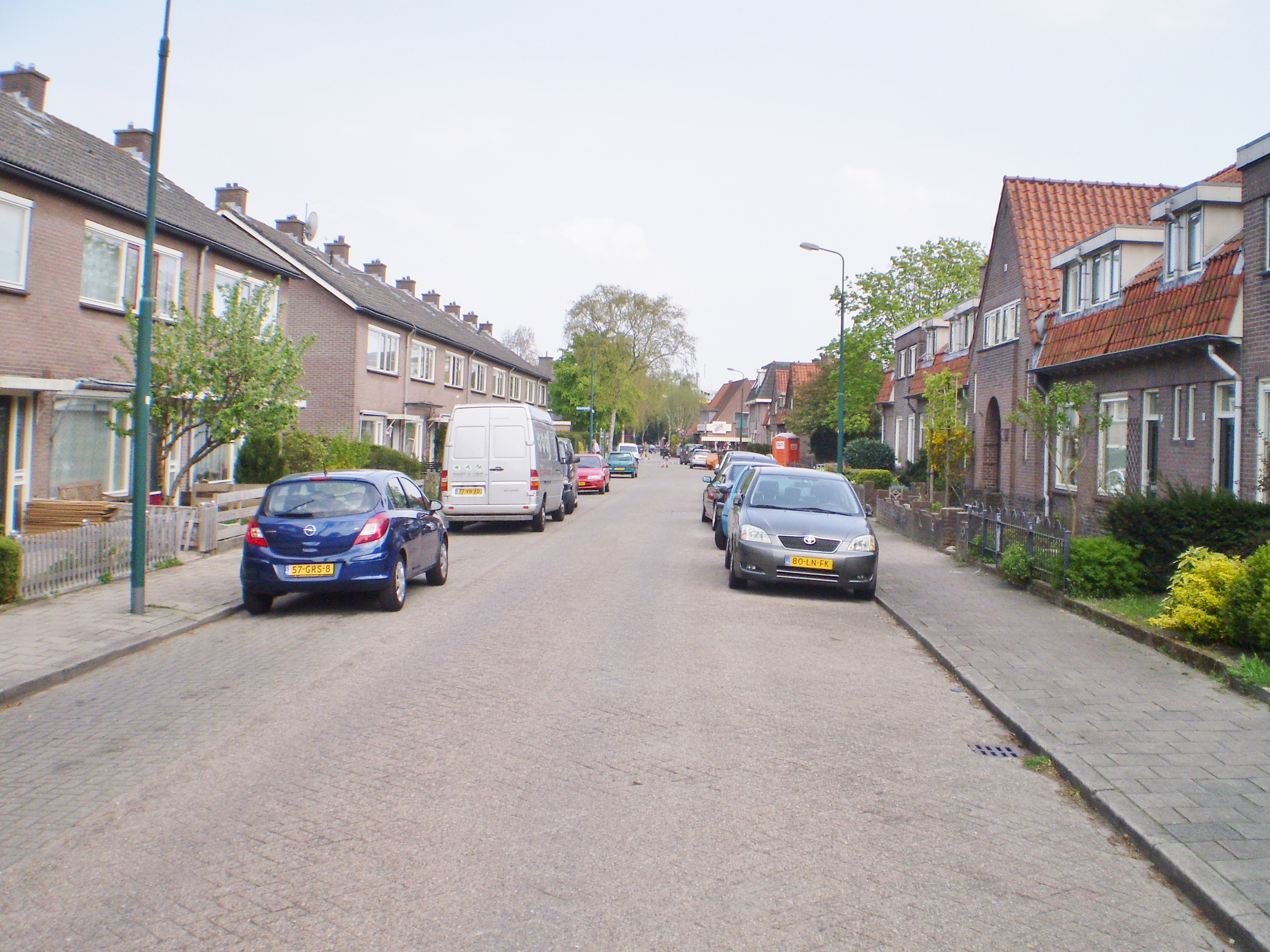
Zandvoortweg
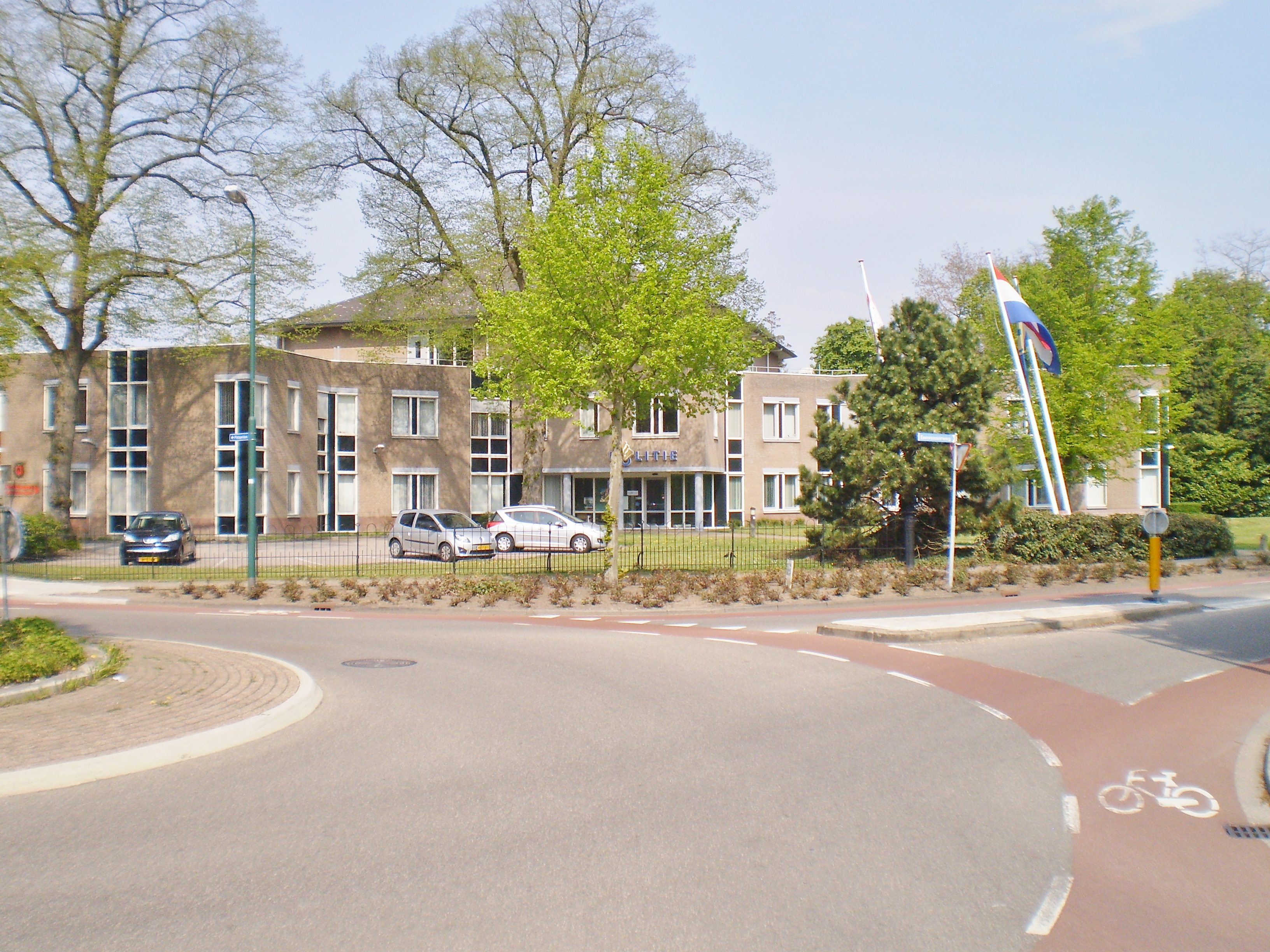
Politiebureau

Amaliapark ·
Centrum ·
Componistenwijk ·
Eemdal ·
Noordschil ·
Oosterhei ·
Pekingtuin ·
Prins Hendrikpark ·
Professorenwijk ·
Rode Dorp ·
Schilderswijk ·
Schoonoordpark ·
Staatsliedenwijk ·
Transvaalwijk ·
Tuindorp ·
Wilhelminapark ·
Zandvoort ·
Zeeheldenwijk